# Vitela de Lafões
O Vitela de Lafões IGP é um produto de origem portuguesa com Indicação Geográfica Protegida pela União Europeia (UE) desde 21 de junho de 1996.

## Agrupamento gestor
O agrupamento gestor da indicação geográfica protegida "Vitela de Lafões" é a Cooperativa Três Serras de Lafões, CRL.